# Giuste sentenze
Giuste sentenze (The Wright Verdicts) è una serie televisiva statunitense in 7 episodi trasmessi per la prima volta nel corso di una sola stagione nel 1995.
È una serie del genere giudiziario ambientata a New York e incentrata sui casi affrontati dall'avvocato inglese Charles Wright e dall'investigatrice privata Sandy Hamor

## Personaggi e interpreti
- Charles Wright (7 episodi, 1995), interpretato da Tom Conti.
- Sandy Hamor (7 episodi, 1995), interpretata da Margaret Colin.
- Lydia (7 episodi, 1995), interpretata da Aida Turturro. È la segretaria di Charles Wright.
- Detective Badillo (2 episodi, 1995), interpretato da Paul Calderón.

## Produzione
La serie, ideata da Dick Wolf, fu prodotta da Wolf Films e Universal TV

### Registi
Tra i registi della serie sono accreditati:
- Frederick King Keller in 2 episodi (1995)

### Sceneggiatori
Tra gli sceneggiatori della serie sono accreditati:
- Mark St. Germain in un episodio (1995)
- Garth Twa in un episodio (1995)

## Distribuzione
La serie fu trasmessa negli Stati Uniti dal 31 marzo 1995 al 21 maggio 1995 sulla rete televisiva CBS. In Italia è stata trasmessa con il titolo Giuste sentenze.

## Episodi
| Stagione       | Episodi | Prima TV USA |
| -------------- | ------- | ------------ |
| Prima stagione | 7       | 1995         |